# Матасе
Матасе су насељено мјесто у сјеверној Далмацији. Припада општини Промина, у Шибенско-книнској жупанији, Република Хрватска.

## Географија
Матасе су удаљене око 8 км сјевероисточно од Оклаја.

## Историја
Насеље се до територијалне реорганизације у Хрватској налазило у саставу некадашње велике општине Дрниш. Матасе се од распада Југославије до августа 1995. године налазиле у Републици Српској Крајини.

## Становништво
Према попису из 1991. године, насеље Матасе је имало 172 становника. Према попису из 2001. године, Матасе је имало 77 становника. Према попису становништва из 2011. године, насеље Матасе је имало 50 становника.
| Демографија | Демографија | Демографија |
| Година      | Становника  | Становника  |
| ----------- | ----------- | ----------- |
| 1961.       | 331         |             |
| 1971.       | 294         |             |
| 1981.       | 236         |             |
| 1991.       | 172         |             |
| 2001.       | 77          |             |
| 2011.       |             | 50          |